# Felipe Alfau
Felipe Alfau (Barcelona, 1902 - Nova York, 1999) fou escriptor, traductor i crític musical, encara que la seva vocació juvenil fou ser director d'orquestra. Políticament controvertit, es manifestà incrèdul sobre el bombardeig de Guernica i ho atribuí a propaganda comunista.
Nascut a Barcelona, passà la infància i l'adolescència a Guernica i el 1916 emigrà amb la seva família als Estats Units, on el seu pare va treballar a Nova York. Inicià estudis de música a la Universitat de Colúmbia, però els va abandonar després de dos anys. Mentre estudiava ja col·laborà com a crític musical a La Prensa, diari de Nova York en espanyol. Després es dedicà a la literatura i a la traducció, que fou la seva principal ocupació professional. Va escriure principalment en anglès; en castellà publicà La poesía cursi (1992). A més del recull de contes infantil Old Tales from Spain (1929), va ser autor de dues novel·les Locos: A Comedy of Gestures (1928) i Chromos (1948). Aquesta darrera fou nominada i finalista al National Book Award dels Estats Units i va proporcionar-li reconeixement i la fama que anhelava des de jove.